# Francesc Riuró Llapart
Francesc Riuró i Llapart (Girona, Gironès, 1 de desembre de 1910 - ibíd., 6 de gener de 2008) fou un arqueòleg, artista i delineant. Va estudiar a l'Escola de Belles Arts de Girona (1920-1928).
Treballà en les prospeccions de les parts antigues de la ciutat de Girona, com per exemple els Banys Àrabs. Va ser nomenat delegat a Girona del Servei d'Excavacions i Museus de la Generalitat i conservador del Museu Arqueològic de Girona i també a la Ciutadella de Roses. Treballà com a delineant a la Comandància d'Enginyers de Barcelona.
Com a pintor i fotògraf rebé diversos premis durant els anys 30. En secció fotografia va guanyar un premi en la secció Retrats per l'obra Mediodía de invierno i un premi a la secció Local corresponent al poble de l'Escala per l'obra Mañana de otoño a l'Escala. També, va presentar una dotzena d'obres a algunes de les exposicions fotogràfiques organitzades durant les Fires de Sant Narcís. Rebé nombroses distincions, com ara el premi Athenea Persones atorgat per l'Ajuntament de Girona, el premi de l'Institut del Patrimoni Cultural de la Universitat de Girona (2000), o el premi Joan Saqués de la Fundació Valvi (2007).
Durant la postguerra se li va prohibir exercir o ocupar càrrecs relacionats amb l'arqueologia. Tot i així, de manera extraoficial va seguir col·laborant en les excavacions d'Empúries i la Ciutadella de Roses amb Lluis Pericot i Martín Almagro. La seva aportació en el món arqueològic, tant a Empúries com a altres espais arqueològics (Roses, etc) és notòria. A més a més, va treballar per protegir la Ciutadella de Roses de la seva especulació urbanística